# Marco Benfatto
Marco Benfatto (Camposampiero, 6 de enero de 1988) es un ciclista italiano.

## Palmarés
| 2012 - La Popolarissima - 1 etapa del Giro del Friuli Venezia Giulia - 1 etapa del Girobio 2014 - 1 etapa del Tour de Normandía - 2 etapas de la Vuelta al Lago Qinghai 2016 - 2 etapas del Tour de Bihor - 3 etapas del Tour de China I - Tour de China II, más 3 etapas 2017 - 1 etapa del Tour de China I - 2 etapas del Tour de China II | 2018 - 1 etapa de la Vuelta a Venezuela - 2 etapas del Tour de China I - 1 etapa del Tour de Hainan 2019 - 1 etapa de la Vuelta al Táchira - 1 etapa del Tour de Langkawi - 2 etapas del Tour de China I - 2 etapas del Tour de China II - 2 etapas del Tour de Lago Taihu |